# Juno Award/Contemporary Roots Album of the Year
Der Juno Award für das Contemporary Roots Album of the Year wird jährlich von der Canadian Academy of Recording Arts and Sciences im Rahmen der Juno Awards vergeben. Der Preis wird an das beste Album des Contemporary-Roots-Genres verliehen. Vorher gab es ebenfalls zwei Kategorien für das Roots-Genre, zum einen das Roots & Traditional - Solo und das Roots & Traditional Album of the Year – Group. Jedoch wollte man ab 2016 die beiden Genres Contemporary Roots und Traditional Roots lieber trennen, als Einzelinterpret und Gruppe.

## Winners and nominees
| Jahr | Sieger             | Album              | Nominierungen | Ref.  |
| ---- | ------------------ | ------------------ | --- | ----- |
| 2016 | Buffy Sainte-Marie | Power in the Blood | - Alan Doyle, So Let's Go - Frazey Ford, Indian Ocean - Fortunate Ones, The Bliss - Lee Harvey Osmond, Beautiful Scars                                                           |       |
| 2017 | William Prince     | Earthly Days       | - Matthew Barber & Jill Barber, The Family Album - Lisa LeBlanc, Why You Wanna Leave, Runaway Queen? - Corin Raymond, Hobo Jungle Fever Dreams - Kacy & Clayton, Strange Country |       |
| 2018 | Bruce Cockburn     | Bone on Bone       | - Amelia Curran, Watershed - Buffy Sainte-Marie, Medicine Songs - The Jerry Cans, Inuusiq - The Weather Station, The Weather Station                                             |       |
| 2019 | Donovan Woods      | Both Ways          | - AHI, In Our Time - The Deep Dark Woods, Yarrow - Kaia Kater, Grenades - Megan Nash, Seeker                                                                                     |       |
| 2020 | Lee Harvey Osmond  | Mohawk             | - Del Barber, Easy Keeper - Irish Mythen, Little Bones - Catherine MacLellan, Coyote - Justin Rutledge, Passages                                                                 | [ 2 ] |